# Estanho
O estanho é um elemento químico de símbolo Sn, derivado do latim Stannum, com número atômico 50 (50 prótons e 50 elétrons). Possui massa atômica de 118 710 u. Está situado no grupo 14 ou IVA da classificação periódica dos elementos. É um metal prateado, maleável, sólido nas condições ambientais, não se oxida facilmente com o ar e resistente à corrosão.
É usado para produzir diversas ligas metálicas utilizadas para recobrir outros metais para os proteger da corrosão. O estanho é obtido principalmente do mineral cassiterita, onde se apresenta como um óxido. É um dos metais mais antigos conhecidos, e foi usado como um dos componentes do bronze desde a antiguidade.

## Características principais
O estanho é um metal branco prateado, maleável, altamente dúctil, de baixo ponto de fusão e altamente cristalino. Quando uma barra de estanho é quebrada produz um ruído denominado "grito de lata" ("grito de estanho") causada pelos cristais quando são rompidos. Este metal resiste à corrosão quando exposto à água do mar e água potável, porém pode ser atacado por ácidos fortes, bases e sais ácidos. O estanho age como um catalisador quando o oxigênio se encontra dissolvido, acelerando o ataque químico.
Quando aquecido na presença do ar acima de 1 500 °C e retorna à condição de óxido estânico. O estanho é atacado pelos ácidos sulfúrico, nítrico e clorídrico concentrados, e com bases produz estanatos. O estanho facilmente pode ser lustrado e é usado como revestimento de outros metais para impedir a corrosão ou a outra ação química. Este metal combina-se diretamente com cloro e oxigênio, e desloca o hidrogênio dos ácidos. O estanho é maleável em baixas temperaturas porém é frágil quando aquecido.

## Alótropos
O estanho sólido tem dois alótropos nas CNTP. Em baixas temperaturas, existe na forma "cinzenta" ou estanho alfa que apresenta estrutura cristalina tetragonal, semelhante ao silício e germânio. Quando aquecido acima de 13,2 °C muda para a forma "branca" ou estanho beta, com estrutura cristalina cúbica. A transformação da forma beta a alfa, por resfriamento, só pode ser efetuada quando o estanho apresenta elevado grau de pureza. Esta transformação é afetada por impurezas como alumínio e zinco, e pode ser impedida de ocorrer por meio da adição de antimônio, bismuto, chumbo, ouro ou prata.

## Aplicações
O estanho liga-se prontamente com o ferro, e foi muito usado na indústria automotiva para revestimento e acabamento da lataria. O estanho que faz uma ótima liga com chumbo é usado como revestimento misturado ao zinco no aço para impedir a corrosão e evitar a eletrólise. O estanho também é muito usado em telhas, correntes e âncoras. Os recipientes de aço blindados com estanho (folhas de flandres) são usados extensivamente para a conservação de alimentos, e desta forma é um grande mercado para o estanho metálico. Os ingleses os denominam de "tins" e os norte-americanos de "cans".
Outros usos:
- Algumas ligas importantes de estanho são: bronze, metal de sino, peltre, solda macia, e metal branco;
- O sal mais importante é o cloreto de estanho que é usado como agente redutor e como mordente no processo de fixação de tintas no tecido morin produzindo um tecido estampado denominado chita. O cloreto também é adicionado a sabões, sabonetes e perfumes para manter a cor e perfume destes produtos. Revestimentos de sais de estanho pulverizados sobre vidro conduzem eletricidade. Estes revestimentos foram usados em painéis luminosos e em para-brisas para liberá-las de água ou gelo;
- O vidro de janelas frequentemente é produzido por meio da flutuação de vidro derretido sobre o estanho derretido (vidro de flutuador) para tornar sua superfície plana, método denominado "processo Pilkington";
- O estanho também é usado para soldar juntas de tubulações ou de circuitos elétricos e eletrônicos. Na forma de ligas é usado para a fabricação de molas, fusíveis, tubos e peças de fundição como mancais e bronzinas;
- Sais de estanho são usados em espelhos e na produção de papel, remédios e fungicidas;
- Devido à grande maleabilidade do estanho, é possível produzir lâminas muito finas utilizadas para acondicionar vários produtos como, por exemplo, maços de cigarros e barras de chocolate.

O estanho transforma-se num supercondutor abaixo de 3,72 K e foi um dos primeiros supercondutores a ser estudado; o efeito Meissner, uma das características dos supercondutores, foi descoberto inicialmente em cristais supercondutores de estanho. O composto nióbio-estanho Nb3Sn é comercialmente usado para produzir fios de ímãs supercondutores, devido à sua alta temperatura crítica (18 K) e campo magnético crítico (25 T). Os eletroímãs supercondutores que pesam alguns quilogramas são capazes de produzir campos magnéticos comparáveis a toneladas de eletroímãs convencionais.

## História
O estanho (do latim stagnun vulgarizado para stannun na Idade Média) é um dos metais conhecidos há mais tempo, e foi usado como um dos componentes do bronze desde a antiguidade. As fontes clássicas de estanho conhecidas do mundo antigo são a Cornualha, Portugal, Sul de Espanha, Nigéria, Uganda, Bohemia, Sibéria. Devido a sua capacidade de endurecer o cobre, a liga de estanho-cobre (bronze) foi utilizada para produzir armas e utensílios desde 3000 a.C.. Acredita-se que a mineração do estanho tenha se iniciado na Cornualha e Devon (Indústria de mineração de estanho de Dartmoor), Inglaterra, em épocas clássicas, desenvolvendo um próspero comércio de estanho com as civilizações do mediterrâneo. Entretanto, o metal puro não foi usado até aproximadamente 600 a.C..
No Brasil colonial os pratos e copos utilizados pelas famílias mais abastadas eram de estanho.

## Ocorrência
| 1.  | China                          | 84,5 |
| 2.  | Indonésia                      | 77,5 |
| 3.  | Myanmar                        | 42,0 |
| 4.  | Peru                           | 19,9 |
| 5.  | Bolívia                        | 17,0 |
| 6.  | Brasil                         | 14,0 |
| 7.  | República Democrática do Congo | 12,2 |
| 8.  | Austrália                      | 7,7  |
| 9.  | Nigéria                        | 5,8  |
| 10. | Vietname                       | 5,5  |

Fonte: USGS.
Aproximadamente 35 países no mundo mineram o estanho. Quase todo continente apresenta uma mina importante deste metal. O estanho é produzido pela redução do minério com carvão em alto forno e depois refinado em forno revérbero:
{\displaystyle {\ce {SnO_2 + 2 C -> Sn + 2 CO}}}

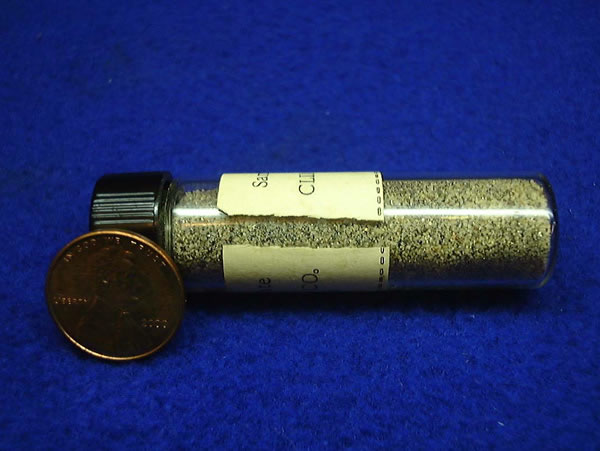
Minério de estanho

O estanho é um elemento relativamente escasso, com uma abundância na crosta terrestre de aproximadamente 2 ppm (m/m), comparado com os 75 ppm (m/m) para o zinco, 50 ppm (m/m) para o cobre, e 14 ppm (m/m) para o chumbo. A maioria do estanho do mundo é produzida a partir de depósitos plácer; pelo menos a metade vem do Sudeste Asiático: Malásia, Indonésia e Tailândia. Na América do Sul o principal produtor é o Peru. O único mineral de importância comercial como uma fonte de estanho é a cassiterita (SnO2), embora pequenas quantidades de estanho são recuperados de sulfetos complexos como estanita, cilindrita, lindrita, franckeita , canfieldita, e teallita.

## Isótopos
O estanho é o elemento com o maior número de isótopos estáveis (10). São conhecidos, também, 18 isótopos instáveis.
Os principais isótopos instáveis com as suas respectivas meias-vidas são: Sn-113 (155,1 dias), Sn-117 m (13,6 dias), Sn-119 m (293,0 dias), Sn-121 (1,12 dias), Sn-121 m (55,0 anos), Sn-123 (129,2 dias).

## Precauções
Pequenas quantidades de estanho encontradas em alimentos enlatados não são prejudiciais a seres humanos. Os compostos trialquil triaril de estanho são biocidas e devem ser manuseados com cuidado.
Devido a seu baixo ponto de fusão (232 °C), o estanho não deve ser usado como agente de fixação nas conexões e tubulações de cobre, atualmente utilizadas na distribuição de gás GLP, uma vez que, em caso de incêndio, pode ocasionar vazamentos seguidos de explosões.